# Claudio Reyes Rubio
Claudio Reyes Rubio (Cidade do México, 5 de agosto de 1964 — Cuernavaca, Morelos; 11 de novembro de 2017) foi um ator, escritor e diretor de televisão mexicano.
Morreu em um acidente de trânsito, em 11 de novembro de 2017, aos 53 anos.
María Rubio, sua mãe, também atriz, morreu em 1 de março de 2018.

## Filmografia
- Primeira parte de Me declaro culpable (2017)
- Tres veces Ana (2016)
- Que te perdone Dios (2015)
- Lo que la vida me robó (2013/14)
- Segunda parte de Corazón indomable (2013)
- Abismo de pasión (2012)
- Segunda parte de Rafaela (2011)
- Llena de amor (2010/11)
- Segunda parte de Un gancho al corazón (2008/09)
- Muchachitas como tú (2007)
- La verdad oculta (2006)
- El amor no tiene precio (2005)
- Corazones al límite (2004)
- Niña amada mía (2003)
- El juego de la vida (2001/02)
- El precio de tu amor (2000)
- Laberintos de pasión (1999)
- Segunda parte de La mentira (1998)
- Desencuentro (1997/98)
- Primeira parte de Huracán (1997/98)
- Cañaveral de pasiones (1996)
- La antorcha encendida (1996)
- Imperio de cristal (1994/95)
- Capricho (1993)
- Valeria y Maximiliano (1991/92)
- El ángel caído (1985) - Patricio
- Tú eres mi destino (1984)

## Prêmios e indicações
| Ano  | Premiação  | Categoria              | Telenovela            | Resultado |
| ---- | ---------- | ---------------------- | --------------------- | --------- |
| 2018 | TVyNovelas | Melhor direção de cena | Me declaro culpable   | Indicado  |
| 2013 | TVyNovelas | Melhor direção de cena | Abismo de pasión      | Indicado  |
| 2007 | TVyNovelas | Melhor direção de cena | La verdad oculta      | Indicado  |
| 2003 | TVyNovelas | Melhor direção de cena | Niña amada mía        | Indicado  |
| 1997 | TVyNovelas | Melhor direção de cena | Cañaveral de pasiones | Venceu    |